# Rivoire

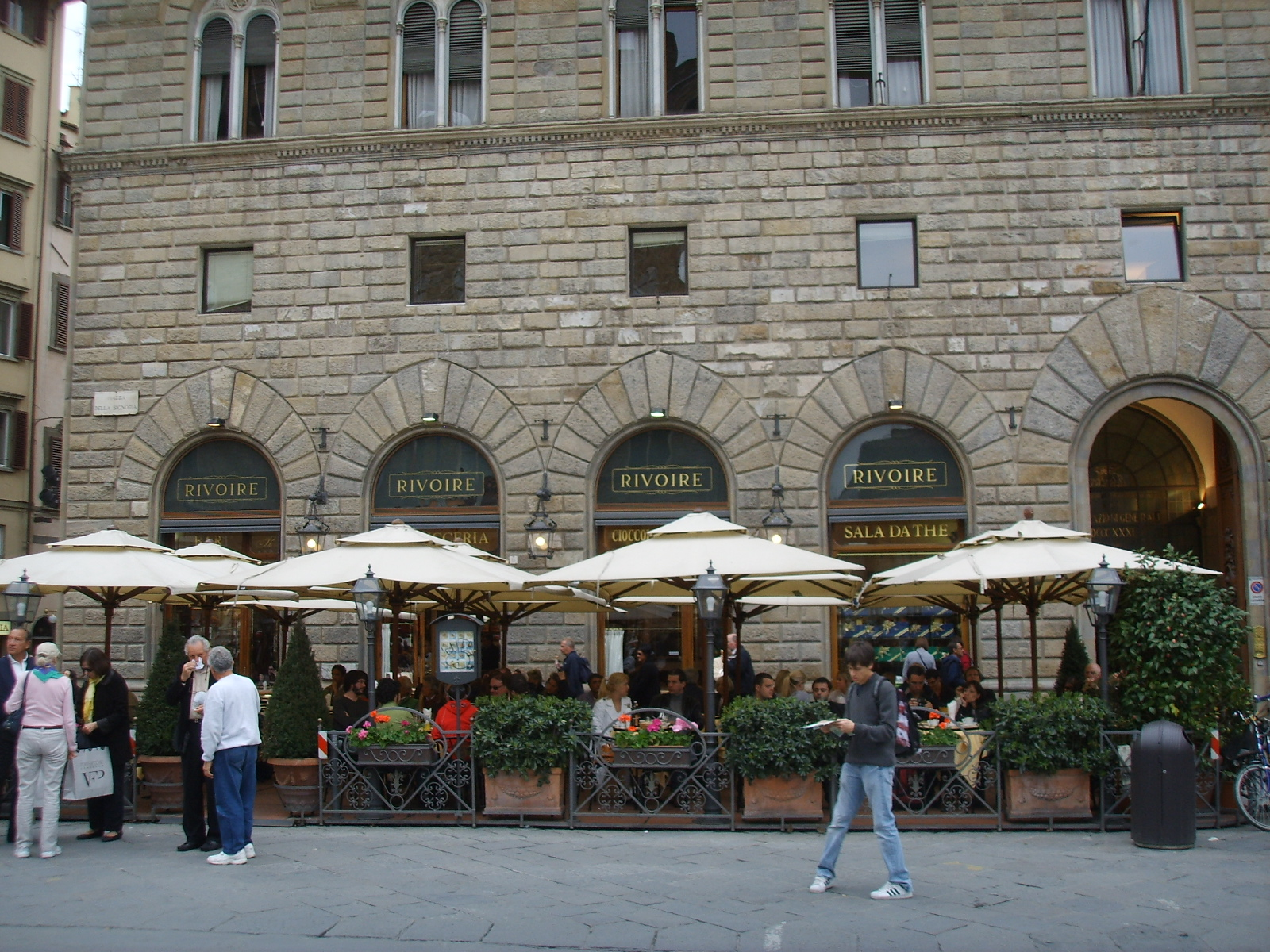
Rivoire

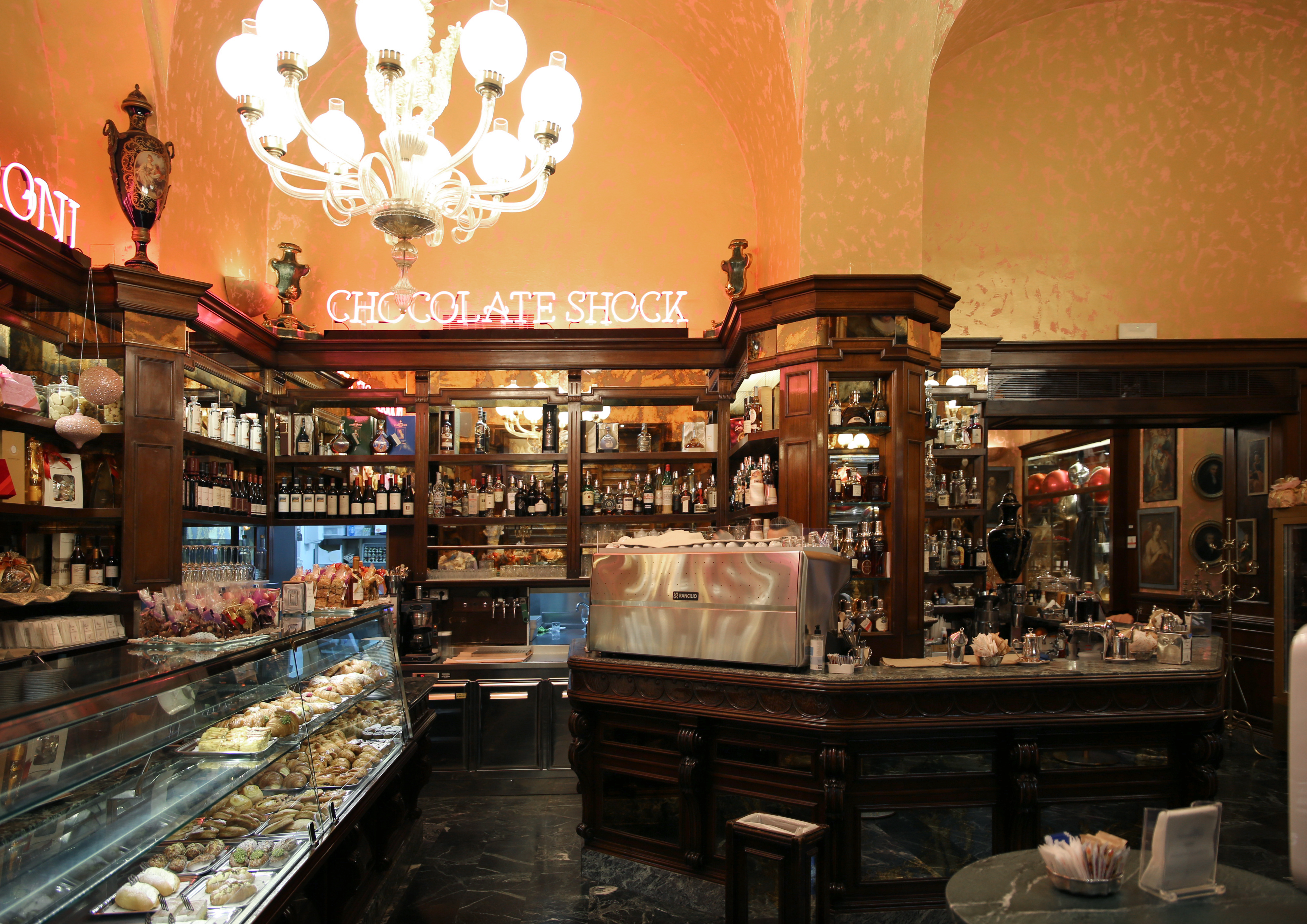
L'interno

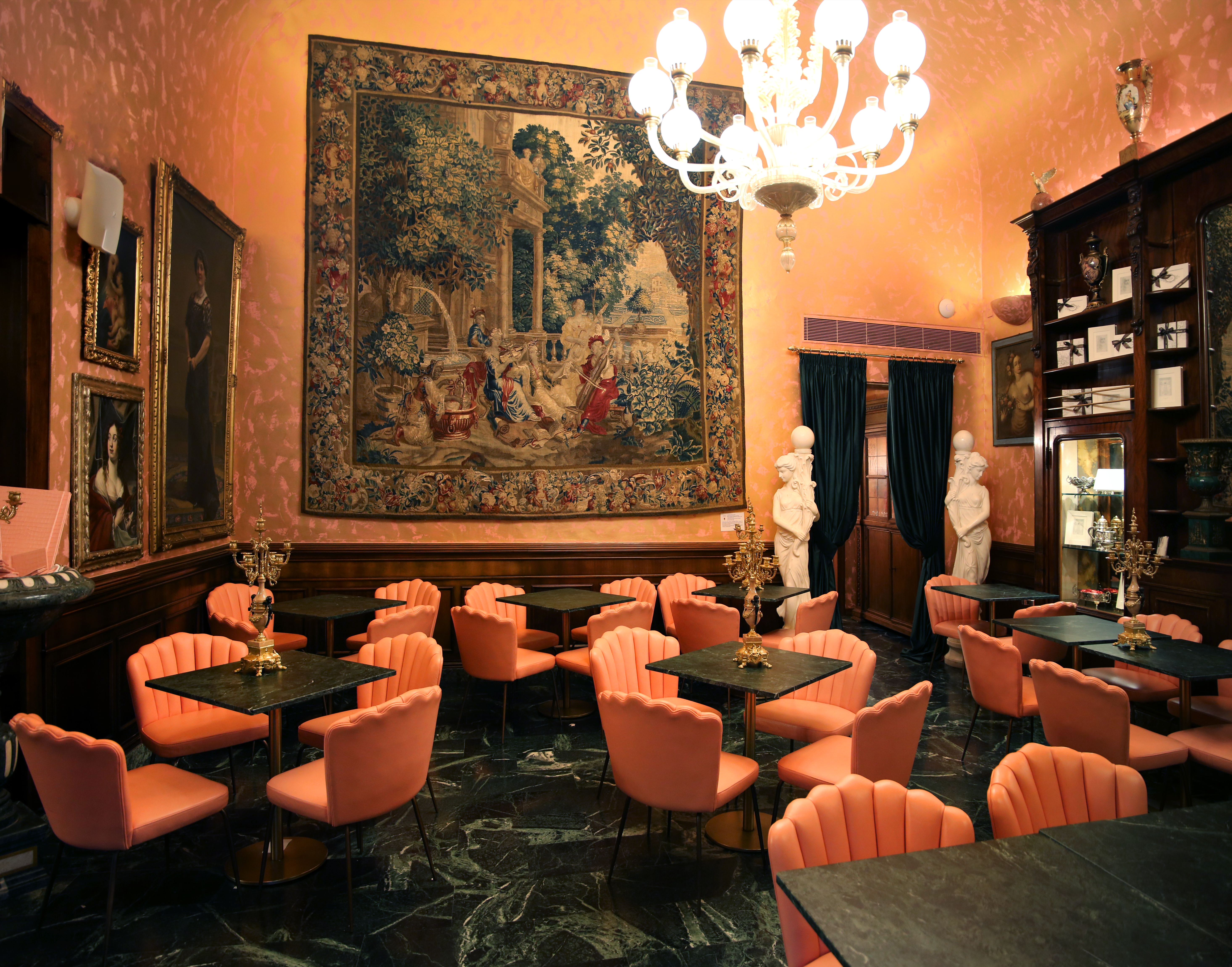
Saletta interna

Rivoire è un esercizio storico di Firenze, situato in piazza della Signoria 5r, angolo via Vacchereccia, al pian terreno dell'ottocentesco palazzo Lavison. Fa parte dei Locali storici d'Italia.

## Storia
Il locale fu aperto in questi ambienti nel 1872 dal cioccolatiere e pasticciere dell'Alta Savoia Enrico Rivoire, che aveva seguito il re nella nuova capitale. Nelle intestazioni delle prime ricevute emesse dalla ditta Rivoire si legge: "Enrico Rivoire - Fabbrica di Cioccolata a Vapore". Ed è proprio per questa specialità che la ditta fiorentina divenne famosa. Con i tavolini all'aperto magnificamente affacciati sulla piazza e su palazzo Vecchio, durante i primi decenni del Novecento divenne un affascinante "salotto" della città. 
Nel 1977 la famiglia Rivoire cedette il locale ai fratelli Bardelli. Gli arredi, sebbene in stile primo Novecento, risalgono per lo più ai lavori di ristrutturazione del locale del 1980.
Nel 2020 l'azienda Rivoire si è rinnovata con un cambio di proprietà e la ristrutturazione dei locali di produzione, aggiungendo il servizio della cena e migliorando la qualità dei servizi offerti, non più incentrata verso le esigenze del turismo di massa ma alla ricerca della più alta qualità dei prodotti.